# جامعة إينها

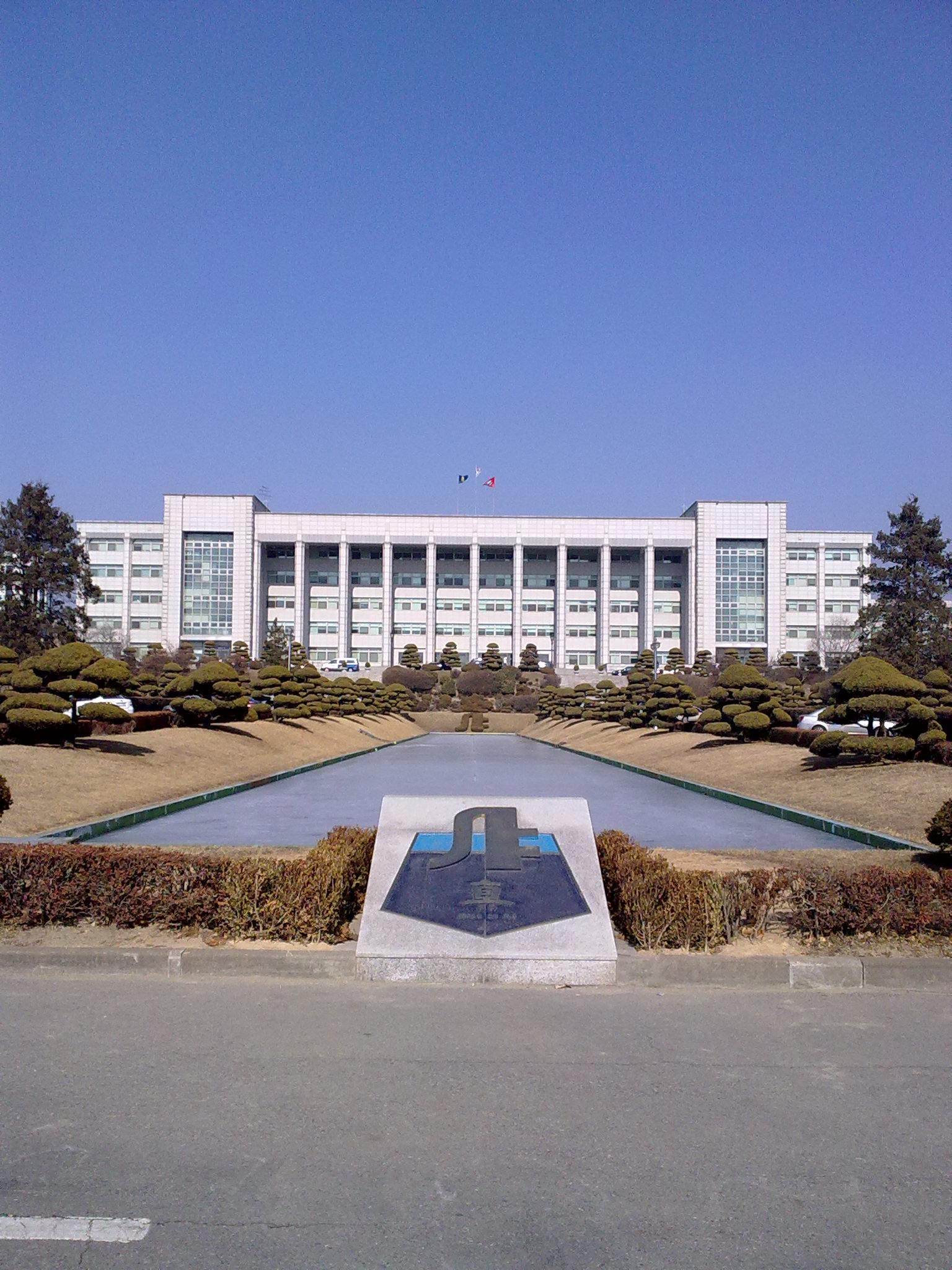

جامعة إينها (인하 대학교 (仁 荷 大 學校)) هي جامعة بحثية خاصة تقع في إنتشون، كوريا الجنوبية. عُرفت الجامعة تقليديًا بالبحث والتعليم في العلوم الهندسية والفيزيائية، وقد أسسها الرئيس الأول لكوريا الجنوبية، سينغمان ري. جامعة إينها هي مدرسة تعاون كورية أمريكية، حتى باسمها: "In"‏ (인، 仁) تأتي من مدينة إنتشون و"Ha"‏ (하، 荷) من هاواي، الولايات المتحدة الأمريكية. بدأت كجامعة بوليتكنيك في عام 1954، وأطلق عليها اسم معهد إينها للتكنولوجيا (اختصار: IIT؛ الكورية، 인하공과대학، Inha Gonggwa Daehak، بالعامية Inhagongdae)، حقق المعهد اعترافًا وطنيًا وسمعة قوية كجامعة بحث تكنولوجي بعد ذلك.
تعد جامعة إينها الجامعة الأكثر شهرة والأكثر شهرة في منطقة إنتشون. بقيت جامعة إينها بين الجامعات العشرة الأُول على مستوى البلاد عبر عقود وفقًا لتصنيفات جونغ أنغ إلبو السنوية للجامعات الكورية الجنوبية؛ احتلت المرتبة الثامنة في عام 2017.

## التاريخ

### التأسيس
في عام 1952، في خضم الحرب الكورية، اقترح الرئيس الأول لكوريا سينغمان ري تأسيس معهد تعليمي يوفر الخبرة ويأمل في قطاع صناعي متخلف. كانت القوة الدافعة وراء الاقتراح هي إرادة وتصميم مجموعة من الكوريين الذين هاجروا إلى هاواي قبل 50 عامًا.
يأتي اسم "Inha" من اسم "Incheon" و"Ha" في هاواي. في مارس 1954، وبهدف إنشاء جامعة هندسية على مستوى عالمي مثل معهد ماساتشوستس للتكنولوجيا في الولايات المتحدة، حصل الدكتور لي وون تشول على درجة الدكتوراه. وكان نائب الرئيس الافتتاحي لي كي بونغ. في 24 أبريل 1954، أقام حفل دخول لـ 179 طالبًا جديدًا. في 14 مارس 1958 تمت الموافقة على إنشاء كلية الدراسات العليا.
جاءت الموارد المالية للمؤسسة من عائدات بيع المعهد المسيحي الكوري، وهي منظمة أسسها ويديرها الدكتور سينغمان ري لغرض تعليم أطفال المهاجرين الأصليين، والتبرعات من المهاجرين الكوريين في هاواي والمحلية. المؤيدين، وإعانة حكومية. إلى جانب التبرع بموقع المدرسة من مدينة إنتشون، وافقت وزارة الثقافة والتعليم على تأسيس معهد إينها في فبراير 1954.
بدأ بناء مبنى المعهد بجدية، ليتم افتتاح معهد أينها للتكنولوجيا أخيرًا في وقت لاحق من نفس العام، في مخطط الأقسام الستة للمعادن والميكانيكية والتعدين والكهرباء وبناء السفن والهندسة الكيميائية.

### التوسع والتطور
تم تمويل معهد أينها للتكنولوجيا، بتاريخه الفريد ومهمته العظيمة المتمثلة في رعاية الطلاب المتفوقين الذين سيساهمون في تطوير الصناعات العلمية والتكنولوجية في البلاد، للقيام بذلك بمساعدة الإعانات الحكومية الضخمة والمساعدات الخارجية من اليونسكو والحكومة الألمانية.
في خطوة لتحسين إدارة المعهد، تمت إعادة تنظيم مجلس الأمناء وتولى الدكتور / تشونج هون جو والدكتور جوا كيونج سيونج منصبي رئيس مجلس الإدارة والعميد على التوالي. جلب هذا التغيير مزيدًا من الطاقة للإدارة، وأدى إلى إدخال أحدث المعدات التجريبية والبحثية، وإنشاء مباني مدرسية جديدة، ومراكز بحثية، ومصانع ممارسة، وخزانات تجريبية، ومكتبة، وصالة للألعاب الرياضية، وحصلت على امتياز أساتذة يساهمون في تطوير الصناعة الكورية. مع التطور السريع لمعهد أينها للتكنولوجيا، فاق حجمه ومرافقه تلك الموجودة في الكليات الأخرى.
كان من المحتم أن يرتقي المعهد إلى مرتبة الجامعة، وبالتالي في ديسمبر 1971، وافقت وزارة الثقافة والتعليم على الترقية وتولى الدكتور جوا كيونغ سيونغ منصبه كأول رئيس، مما أدى إلى ترسيخ الأساس نحو واحد من الجامعات المرموقة في كوريا.
أخيرًا في 2 أكتوبر 2014، وبالتعاون بين جامعة أينها وحكومة أوزبكستان، تم إنشاء جامعة أينها في طشقند، وهي أول جامعة كورية جنوبية في الخارج، بهدف تدريب قادة تكنولوجيا المعلومات العالميين المحترفين في البلاد. يتكون المنهج والبرنامج الأكاديمي لهذه الجامعة الدولية الناشئة حديثًا من نفس مناهج جامعة أينها في كوريا.

## الهيكل الأكاديمي
يوجد في الجامعة 12 كلية في الهندسة، والعلوم الطبيعية، والاقتصاد والتجارة، وإدارة الأعمال، والتعليم، والقانون، والعلوم الاجتماعية، والعلوم الإنسانية، والإيكولوجيا البشرية، والطب، و20 قسمًا، و9 مجالات رئيسية للدراسة. تقدم كلية الدراسات العليا بجامعة إينها تقدم 47 مجالًا دراسيًا لبرنامج الماجستير و41 مجالًا لبرنامج الدكتوراه. تضم كلية الدراسات العليا للتربية 31 تخصصًا لبرنامج الماجستير ودورة البحث. تقدم كلية الدراسات العليا في إدارة الأعمال برنامج ماجستير واحد ودورتين للحصول على شهادة وبرنامج ماجستير في إدارة الأعمال بدوام جزئي. تقدم كلية الدراسات العليا في الهندسة 14 تخصصًا في برنامج الماجستير ودورات البحث. تضم كلية الدراسات العليا للإدارة العامة 3 تخصصات في برنامج الماجستير ودورات البحث. تأسست في عام 2000، كلية الدراسات العليا لتكنولوجيا المعلومات والاتصالات تقدم تخصصًا واحدًا في برنامج الماجستير، وتضم كلية الدراسات العليا للتجارة الدولية واللوجستيات الموسعة والمعاد تنظيمها قسمين مع 5 تخصصات.

### الكليات الجامعية
تتكون جامعة إينها من 11 كلية جامعية:
- كلية فرونتير
- كلية الهندسة
- كلية العلوم الطبيعية
- كلية إدارة الأعمال
- كلية التربية
- كلية العلوم الاجتماعية
- كلية العلوم الإنسانية
- كلية الطب
- كلية تقارب المستقبل
- الفنون والرياضة
- دراسات عالمية

### الدراسات العليا
يوجد في جامعة إينها 9 كليات دراسات عليا: كلية الدراسات العليا، كلية الدراسات العليا لتكنولوجيا المعلومات والاتصالات، كلية الدراسات العليا في اللوجستيات، كلية الحقوق، كلية الطب، كلية الدراسات العليا في الهندسة، كلية الدراسات العليا في التربية، كلية الدراسات العليا في إدارة الأعمال، كلية الدراسات العليا للإدارة العامة.

## الخدمات

### الوكالات المرتبطة
يوجد في جامعة إينها 8 وكالات ملحقة مدرجة أدناه:
- مكتبة جونغ سيوك التذكارية
- مركز تدريب اللغات
- مركز التعليم المستمر
- متحف أينها
- مركز تدريب المعلمين
- دار العجزة
- معهد جونجسيوك لبحوث اللوجستيات والتجارة الدولية
- يعمل المبشرون المسيحيون على تحويل غير المتدينين وغيرهم من المتدينين إلى مسيحيين

### معاهد البحوث
تضم جامعة إينها حوالي 60 معهدًا بحثيًا ملحقًا بها.
| المعهد                                     | سنة التأسيس | المعهد                                               | سنة التأسيس |
| ------------------------------------------ | ----------- | ---------------------------------------------------- | ----------- |
| معهد بحوث العلوم والتكنولوجيا              | 1967        | معهد بحوث العلوم الإنسانية                           | 1974        |
| معهد بحوث العلوم الاجتماعية                | 1980        | معهد بحوث العلوم الأساسية                            | 1979        |
| معهد بحوث الحياة الطلابية                  | 1973        | معهد بحوث إدارة الطيران                              | 1976        |
| معهد أبحاث حركة المجتمع الجديد             | 1977        | مركز الدراسات الدولية                                | 1985        |
| معهد بحوث الأعمال والاقتصاد                | 1985        | مركز الدراسات الكورية                                | 1986        |
| معهد علوم وتكنولوجيا المحيطات              | 1987        | معهد بحوث علوم الرياضة                               | 1987        |
| مركز أبحاث السموم الطبية                   | 1988        | معهد علوم البوليمرات والهندسة                        | 1990        |
| معهد المواد المتقدمة                       | 1990        | معهد علوم الكمبيوتر والتطبيقات                       | 1990        |
| معهد بحوث الإدارة                          | 1992        | معهد البحوث البيئية                                  | 1992        |
| معهد المعلومات وبحوث الإلكترونيات          | 1992        | معهد الهندسة الميكانيكية                             | 1995        |
| معهد بحوث هندسة السفن والمحيطات            | 1994        | معهد البحوث التربوية                                 | 1994        |
| معهد أبحاث علم البيئة البشرية              | 1994        | معهد أبحاث تكنولوجيا الأغشية الرقيقة لأشباه الموصلات | 1995        |
| معهد أبحاث الديناميات الكيميائية           | 1996        | معهد بحوث العلوم الطبية                              | 1996        |
| معهد بحوث الموارد المائية والأنظمة         | 1996        | معهد أبحاث البناء وأنظمة البيئة                      | 1996        |
| معهد بحوث هندسة المعلومات الجغرافية        | 1998        | مركز أبحاث نظام النقل بالبحر الأصفر                  | 1996        |
| مركز التكنولوجيا البيئية للبلازما الحرارية | 2005        | معهد التكنولوجيا الحيوية الصناعية                    | 2000        |
| معهد الدراسات القانونية                    | 1999        | مركز البحوث الإقليمي للبيئات الساحلية للبحر الأصفر   | 1999        |
| مركز أبحاث نظم المعلومات الجغرافية الذكي   | 1998        | مركز UWB-ITRC                                        | 2003        |
| معهد التكنولوجيا الحيوية الصناعية          | 2000        | معهد إدارة الثقافة وعلم النفس                        | 2005        |
| مدرسة آسيا والمحيط الهادئ للوجستيات        | 2004        | مركز الابتكار الإقليمي للمواد الخفيفة                | 1999        |
| مركز تكنولوجيا الفصل الحيوي المتقدمة       | 2000        |                                                      |             |

## الترتيب
صنفت مجلة تايمز للتعليم العالي الجامعة ضمن نطاق 801-1000 عالميًا وفقًا لتصنيف الجامعات لعام 2021.

## خريجون متميزون
- تشانغ من (تي في أكس كيو)
- تشوي شي وون (سوبر جونيور)[7]
- هوانغ مين هيون (نيوست/وناوان)[8]
- كم ريوك (سوبر جونيور)[9]
- كيم سونغ-ريونغ
- بارك تشانيول (إكسو)
- سوهو (إكسو)
- بارك تشوا (إي أو إي (فرقة))

## روابط خارجية
- الصفحة الرئيسية لجامعة إينها، باللغة الإنجليزية
- الصفحة الرئيسية لجامعة إينها في طشقند